# Acalypha fournieri
Acalypha fournieri é uma espécie de flor do gênero Acalypha, pertencente à família Euphorbiaceae.